# Loreen
Lorine Zineb Nora Talhaoui (Estocolm, 16 d'octubre de 1983) més coneguda pel nom artístic de Loreen, és una cantant de música dance-pop i productora sueca.
En representació del seu país, va guanyar el Festival de la Cançó d'Eurovisió el 2012 i el 2023 amb les cançons "Euphoria" i "Tattoo" respectivament. És la segona intèrpret i la primera artista femenina que ha guanyat dues vegades el concurs

## Infància
Loreen va néixer a Estocolm, Suècia el 1983 però la seva família es va mudar a Västerås, on es va escolaritzar. Va passar la major part de la seva adolescència a Gryta, un barri residencial de Västerås. Els seus pares són procedents del Marroc. Té família a Pamplona, a Barcelona, a Almeria, a Ceuta i Melilla (Espanya).

## Discografia

### Senzills
| Any  | Single                        | Posició | Posició | Posició | Posició | Certificacions     | Àlbum   |
| Any  | Single                        | SWE     | FIN     | NOR     | UK      | Certificacions     | Àlbum   |
| ---- | ----------------------------- | ------- | ------- | ------- | ------- | ------------------ | ------- |
| 2005 | "The Snake" (feat. Rob'n'Raz) | —       | —       | —       | —       |                    | Rapture |
| 2011 | "My Heart Is Refusing Me"     | 9       | —       | —       | —       | - SWE: 2× Platinum | Rapture |
| 2011 | "Sober"                       | 26      | —       | —       | —       | - SWE: Platinum    | Rapture |
| 2012 | "Euphoria"                    | 1       | 1       | 4       |         | - SWE: 5× Platinum | Rapture |